# Plega fasciatella
Plega fasciatella är en insektsart som först beskrevs av John Obadiah Westwood 1867.  Plega fasciatella ingår i släktet Plega och familjen fångsländor. Inga underarter finns listade i Catalogue of Life.